# نيسياق (بشتكوه)
نیسیاق (بالفارسية: نیسیاق) هي قرية تقع في إيران في Poshtkuh Rural District. يقدر عدد سكانها بـ 302 نسمة بحسب إحصاء 2016.